# ダイアモンド☆ユカイとユカイなラーメン研究所
『ダイアモンド✡ユカイとユカイなラーメン研究所』（ダイアモンドユカイとユカイなラーメンけんきゅうじょ）は、2014年4月3日から6月26日まで5いっしょ3ちゃんねる加盟各局で放送されていた、とちぎテレビ制作のグルメ番組である。

## 概要
栃木県佐野市在住である、ダイアモンド✡ユカイの冠番組である。内容としては、同じ佐野市のゆるキャラであるさのまるが「全国のラーメンを知り尽くした」という「さのまるラーメン研究所」のラーメン博士、その助手が小池祥絵（栃木県出身）とこにわ（佐野ブランド応援団長）であるとの設定で全国各地のラーメンを紹介する番組となっているが、映像のほとんどが「うんめぇ!運命!ラーメンとの出会い」およびそれを再編集した『ダニエル・カールのMr.ラーメン』（ダニエル・カール出演、いずれも当番組にも関わっている、佐野市内にある阿部ビデオ企画制作で、『ダニエル・カールのMr.ラーメン』はとちぎテレビが制作著作）と「角盈男が行く!ご当地ラーメン紀行」（パワーテレビジョン制作）で放送したものの二次使用である。なお、『ダニエル・カールのMr.ラーメン』は、2016年4月に1ヶ月間のつなぎ番組としてではあるが、過去の放送分が木曜23時枠で放送されており、群馬テレビ同時ネット・他の5いっしょ3ちゃんねる加盟局にもネットされている。
また、佐野ラーメンに関しても多く取り上げられた（こちらはとちぎテレビ独自のロケ企画として、ダイアモンド✡ユカイとさのまるによるロケ企画で行われた）。
なお、2014年4月以降の5いっしょ3ちゃんねる同時ネット番組は当番組と『JOYnt!』（群馬テレビ）のみとなる。これは、『キンシオ』（テレビ神奈川）・『白黒アンジャッシュ』（千葉テレビ放送）・『モテ福』（テレビ埼玉）が5局同時ネットを終了したためである。
佐野市のホームページによると、当初より当番組は2014年6月で終了するとされており、当初から3ヶ月間の期間限定放送を予定していた。当初の予定どおり6月に終了し、7月からは同じく3ヶ月間限定で、ダイアモンド✡ユカイ同様に栃木県に縁のあるU字工事の冠番組で、ゆかりの地である大田原市を中心舞台とした『U字工事のShake-Hands!』が放送される。
当番組終了から半年経過した2014年12月29日の20:30 - 21:30には、当番組の特別版である『ダイアモンド✡ユカイとユカイなラーメン研究所 年末60分スペシャル さのまるといっしょに開運ツアー編』を放送する。5いっしょ3ちゃんねる各局でも別々の時間帯に放送する（千葉テレビ放送は、とちぎテレビ本放送よりも早い12月28日 21:00 - 22:00に放送する）。また、当番組開始から1年後の2015年4月から6月には、当番組と同じく佐野市が制作協力し、ダイアモンド✡ユカイとさのまるがメインで出演する『ダイアモンド☆ユカイのダイスき!道の駅』が放送される（この番組も、とちぎテレビでは木曜23:00-23:30に放送される。ただし、2014年9月に5いっしょ3ちゃんねる同時ネット枠が解消されたため、群馬テレビのみ同時ネットで、テレビ神奈川・千葉テレビ放送・テレビ埼玉は遅れネット）。

## 出演者
- ダイアモンド✡ユカイ（佐野ブランド大使）
- さのまる（佐野市ブランドキャラクター、当番組では研究所博士という設定）
研究所内や、ダイアモンド✡ユカイやこにわとのロケでは着ぐるみで登場。ラーメン紹介VTRの際は棒人形で登場。
- 小池祥絵（研究所助手）
- こにわ（佐野ブランド応援団長）
「ご当地キャラ探検隊」コーナーに、持ちネタである松岡修造のモノマネで出演。ラーメンを食べる際も、松岡の代表的な番組である『くいしん坊!万才』風に紹介することがある。前述の2014年年末特番でもダイアモンド✡ユカイや小池とは共演せず、「ゆる党とこにわのご当地名産品サミット」コーナーに、同じく松岡修造のモノマネで出演した。

## さのまるラーメン研究所の概要

### 施設
- 名前：さのまるラーメン研究所（英文名：SANOMARU RAMEN LAB.）
- 場所：栃木県佐野市内

### 構成員
- 所長：さのまる（ラーメン博士）
- 副所長（所長であるさのまるのマブダチ）：ダイアモンド✡ユカイ
- 主席研究員：ウィッピン・ニッピン（声だけの出演で、ダイアモンド✡ユカイらにクイズを出題する。性格は暗いほうである。）
- さのまるの助手（基本的に研究所内にいる）：小池祥絵
- さのまるの助手（研究所にはおらず、「ご当地キャラ探検隊」コーナーのVTR出演のみ）：こにわ

## 放送局と放送時間
5いっしょ3ちゃんねる以外の放送では、一部コーナーと、エンディングの「さのまる音頭」はカット（そのため、スタッフロールは最後のコーナー放送時に、画面上部に流れる）。また、一部放送局では15分版として放送（前半の特集部分だけ放送し、後半の佐野ラーメンのロケや「ご当地キャラ探検隊」はカット）。
| 放送対象地域   | 放送局                          | 放送期間                                        | 系列                            | 放送日時                            | 備考 |
| -------------- | ------------------------------- | ----------------------------------------------- | ------------------------------- | ----------------------------------- | --- |
| 栃木県         | とちぎテレビ （GYT） （制作局） | 2014年4月3日 - 6月26日                          | 独立局 （5いっしょ3ちゃんねる） | 木曜 23:00 - 23:30 （同時ネット）   | 再放送は月曜日20:00 - 20:30 |
| 群馬県         | 群馬テレビ （GTV）              | 2014年4月3日 - 6月26日                          | 独立局 （5いっしょ3ちゃんねる） | 木曜 23:00 - 23:30 （同時ネット）   | |
| 埼玉県         | テレビ埼玉 （TVS）              | 2014年4月3日 - 6月26日                          | 独立局 （5いっしょ3ちゃんねる） | 木曜 23:00 - 23:30 （同時ネット）   | |
| 千葉県         | 千葉テレビ （CTC）              | 2014年4月3日 - 6月26日                          | 独立局 （5いっしょ3ちゃんねる） | 木曜 23:00 - 23:30 （同時ネット）   | |
| 神奈川県       | テレビ神奈川 （tvk）            | 2014年4月3日 - 6月26日                          | 独立局 （5いっしょ3ちゃんねる） | 木曜 23:00 - 23:30 （同時ネット）   | |
| 岡山県・香川県 | 山陽放送（RSK）                 | 2014年10月25日 - 2015年9月19日                  | TBS系列                         | 土曜 17:00 - 17:30                  | |
| 東京都         | TOKYO MX                        | 2015年1月20日 - 3月31日                         | 独立局                          | 火曜 23:00 - 23:30                  | MX2,ワンセグ2で放送 5いっしょ3ちゃんねるには加盟していない 第11回（5いっしょ3ちゃんねる各局で2014年6月12日放送分）で打ち切り          |
| 山形県         | さくらんぼテレビ（SAY）         | 2015年2月14日・3月14日                          | フジテレビ系列                  | 単発放送                            | 山形県内のラーメン特集回を単発放送 |
| 島根県・鳥取県 | 山陰中央テレビ（TSK）           | 2015年4月4日 - 9月12日                          | フジテレビ系列                  | 土曜 11:30 - 11:45                  | 15分に短縮して放送 |
| 北海道         | 北海道放送（HBC）               | 2015年8月 - 2016年1月28日                       | TBS系列                         | 水曜 25:55 - 26:10                  | 15分に短縮して放送 |
| 宮城県         | 東北放送(TBC)                   | 2015年7月19日 - 12月20日 2016年4月5日 - 5月10日 | TBS系列                         | 日曜 5:15 - 5:30 火曜 26:05 - 26:20 | 15分に短縮して放送 2015年8月16日は全米プロゴルフ選手権中継のため 8月15日 6:30 - 6:45に振り替え放送 2015年8月23日 - 10月11日は放送なし |
| 秋田県         | 秋田朝日放送(AAB)               | 2016年7月2日 - 2017年1月21日                    | テレビ朝日系列                  | 土曜 11:00 - 11:15                  | 15分に短縮して放送。 |
| 新潟県         | 新潟放送(BSN)                   | 2016年9月15日 - 12月22日                        | TBS系列                         | 木曜 10:30 - 11:00                  | 第6回は未放送 9月22日、10月6日、11月24日は放送なし                                                                                    |